# 2009년 야구 월드컵
2009년 야구 월드컵(2009 Baseball World Cup)은 38번째 야구 월드컵이다. 2009년 9월 9일에 토너먼트가 시작되어 2009년 9월 27일 이탈리아 네투노에서 결승전이 개최되었다. 처음으로 한 국가가 아닌 한 대륙이 개최를 했으며, 유럽 8개국이 개최해 22국가가 참가했다.
미국이 쿠바를 10–5로 꺾어 우승을 차지했다. 캐나다가 푸에르토리코를 6–2로 꺾고 그들의 첫 메달인 동메달을 차지했다.